# Heinrich Kuhl
Heinrich Kuhl (Hanau, Duitsland, 17 september 1797 - Bogor, Indonesië, 14 september 1821) was een Duits natuuronderzoeker, zoöloog en plantkundige. Hij studeerde in Duitsland en Nederland en werkte daarna in Nederland, eerst aan de Rijkshogeschool Groningen en later in Leiden en op Java. Hij verzamelde grote hoeveelheden dieren en maakte tientallen wetenschappelijke beschrijvingen van voordien onbekende soorten, vooral vogels en vleermuizen.

## Biografie
Kuhl studeerde natuurlijke historie aan de Hohe Landesschule in Hanau en later aan de Groningse rijkshogeschool. In 1817 kreeg hij een baan als assistent van professor Th. van Swinderen, hoogleraar natuurlijke historie aan de Rijkshogeschool. In 1817 publiceerde hij een monografie over vleermuizen en in 1819 publiceerde hij Conspectus psittacorum. Conspectus (Latijn) betekent "in het oog vallend", dit werk is een overzicht van alle toen bekende soorten papegaaien. Vanaf 1820 werd Kuhl de assistent van Coenraad Jacob Temminck van het toen juist opgerichte Rijksmuseum van Natuurlijke Historie in Leiden.
In 1820 reisde hij af naar Java, toen deel van het Nederlands-Indië, met zijn vriend Johan Conrad van Hasselt (1797 - 1823) en met tekenaar G. van Raalten. Hij bestudeerde de dieren op dit eiland en stuurde 200 skeletten, huiden van 65 zoogdieren, 2000 vogels, 1400 vissen, 300 reptielen en amfibieën, vele insecten en kreeftachtigen terug naar het museum voor onderzoek.
In 1821 stierf hij in Buitenzorg (nu Bogor) door een infectie aan de lever. Hij heeft voor zijn overlijden slechts negen maanden op Java de flora en fauna kunnen bestuderen.
Er zijn 24 vogelsoorten die door hem beschreven werden waaronder de langsnavelkaketoe (Cacatua tenuirostris) en Wilsons stormvogeltje (Oceanites oceanicus). Zijn naam leeft in het Nederlands onder meer voort in Kuhls pijlstormvogel en verder zijn als eerbetoon aan hem Kuhls buizerd (Leucopternis kuhli) en Kuhls lori (Vini kuhlii) genoemd.

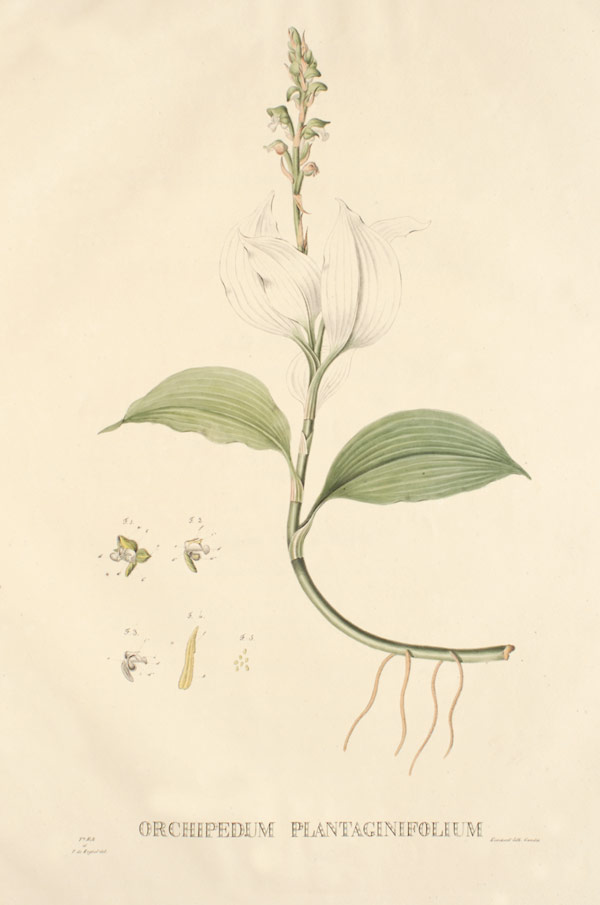
Tekening van Heinrich Kuhl uit zijn publicatie: Genera et species orchidearum et asclepiadearum quas in itinere per insulam Java
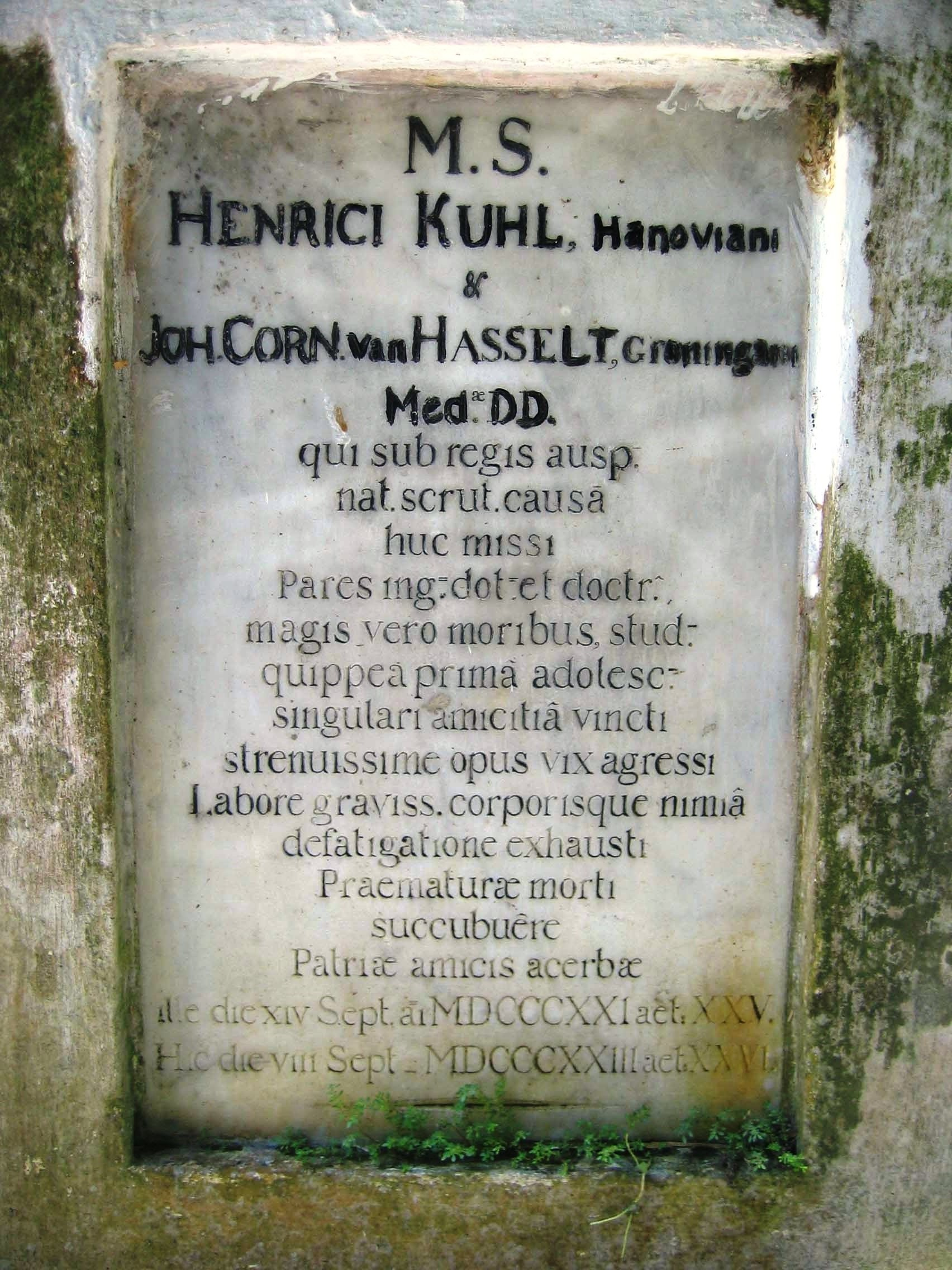
Opschrift van de grafzuil in 's Lands plantentuin in Buitenzorg